# Rangárþing ytra
Rangárþing ytra é um município da Islândia. Em 2019 tinha uma população estimada em 1.680 habitantes.